# Maple Ridge, Ohio
Maple Ridge är en ort i Mahoning County i delstaten Ohio, USA.